# Stefan Mörsdorf

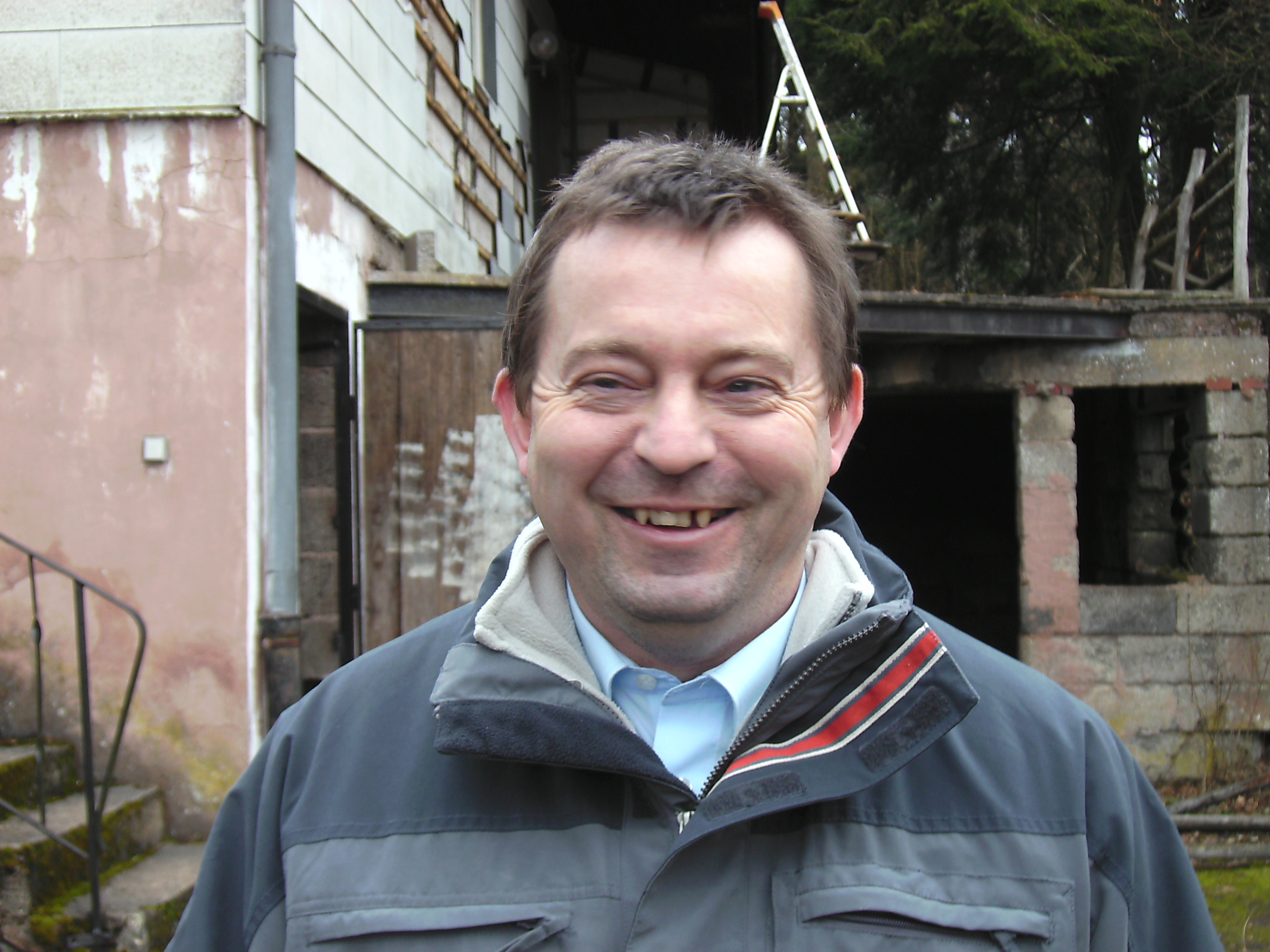
Porträt Stefan Mörsdorf (2008)

Stefan Wilhelm Mörsdorf (* 21. Juli 1961 in Ottweiler) ist ein deutscher Politiker (CDU). Er war vom 29. September 1999 bis 10. November 2009 Minister für Umwelt im Saarland.

## Biographie
Mörsdorf machte 1980 Abitur und studierte Geologie, Botanik und Geographie an der Universität Saarbrücken und der Universität Trier. Er arbeitete von 1987 bis 1999 als selbständiger Gutachter und Inhaber eines Planungsbüros mit den Schwerpunkten Landschaftsplanung, ökologische Fachplanung und Umweltverträglichkeit. Ehrenamtlich war Mörsdorf bis zu seinem Eintritt in die saarländische Landesregierung u. a. im BUND Saar (1984 und 1985 als stellvertretender Landesvorsitzender) und im Naturschutzbund Deutschland (NABU), Landesverband Saarland, als Landesvorsitzender (1989 bis 1999), tätig. Seit 1992 ist Mörsdorf, der von 1982 bis 1987 Stipendiat der Studienstiftung des deutschen Volkes war, Mitglied im Auswahlkomitee der Studienstiftung.
Mörsdorf gehörte der Landesregierung zunächst als parteiloser Minister an. Im Jahr 2005 trat er der CDU bei. Er war von Anfang 2008 bis Ende 2009 Mitglied im Verwaltungsrat der Landwirtschaftlichen Rentenbank. Mörsdorf wurde Ende Februar 2010 vom Kuratorium der Asko Europa-Stiftung zu deren Geschäftsführer gewählt. Sein neues Amt trat er im April 2010 an. Ende 2011 wurde Mörsdorf zum Geschäftsführer der Europäischen Akademie Otzenhausen berufen. Im Mai 2016 legte Mörsdorf auf eigenen Wunsch diesen Posten nieder.
Am 16. Juli 2012 erlitt der Politiker eine Hirnblutung und rang mit dem Leben. Er fiel ins Koma, zurück blieb eine linksseitige Lähmung. Anschließend gelang es ihm trotz negativer Prognosen, sich kontinuierlich gesundheitlich zu verbessern. Er ging den 120 Kilometer langen Jakobsweg von Hornbach nach Metz. Die Etappe schilderte er in seinem Buch Schritt für Schritt, das in der Edition Schaumberg erschien.
Stefan Mörsdorf ist verheiratet und hat einen Sohn und eine Tochter.

## Ehrungen
- 1980 Umweltpreis der Martin-Ott-Stiftung
- 1981 Sonderpreis des Bundesinnenministers für die beste Arbeit im Bereich Umweltschutz beim Bundeswettbewerb Jugend forscht[4]

## Werke
- Schritt für Schritt – Auf dem Sternenweg zurück ins Leben. Edition Schaumberg. ISBN 978-3-941095-50-2